# Ann Coulter

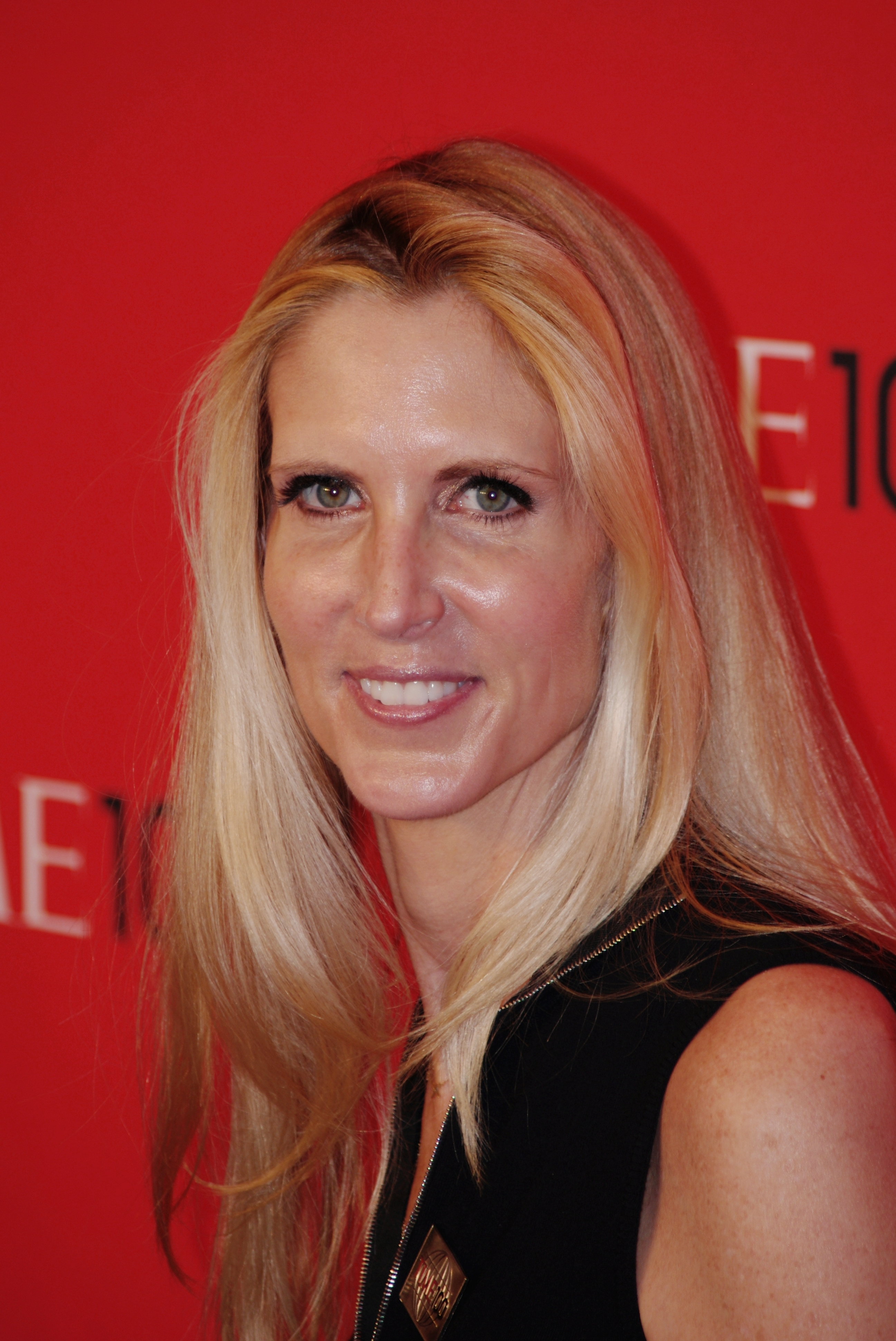
Ann Coulter (2011)

Ann Hart Coulter (* 8. Dezember 1961 in New York) ist eine US-amerikanische rechtskonservative Kolumnistin und Autorin. Coulter, die sich selbst als Polemikerin („polemicist“) beschreibt, erlangte Bekanntheit aufgrund zahlreicher von ihr ausgelöster Kontroversen.

## Leben und Arbeit
Coulter wurde als drittes Kind einer Familie der oberen Mittelklasse in New York geboren und wuchs in New Canaan im Bundesstaat Connecticut auf. Ihr Vater John Vincent Coulter war neun Jahre lang als Agent für das FBI tätig, bevor er als Anwalt zu arbeiten begann. Aufgrund seiner Auseinandersetzungen mit verschiedenen Gewerkschaften als Vertreter der Arbeitgeberseite kam er in den 1980er Jahren als „union buster“ zu einer gewissen Prominenz.
Ihr Studium an der Cornell University, wo sie an der Gründung der Fachzeitschrift The Cornell Review mitwirkte, schloss Coulter 1984 mit der Benotung cum laude ab. Es folgte ein Jurastudium an der University of Michigan Law School, wo sie zeitweise die Stelle der Herausgeberin der Zeitschrift Michigan Law Review übernahm. Außerdem gründete sie einen lokalen Ableger der Federalist Society und absolvierte Journalismuskurse am National Journalism Center.
Nach dem Studium arbeitete Coulter zunächst als Sachbearbeiterin im Büro von Pasco Bowman II., einem Anwalt am Bundesberufungsgericht des achten Bundesgerichtsbezirks, in Kansas City. Es folgte ein kurzes Engagement in einer New Yorker Privatkanzlei, wo sie sich auf Firmenrecht spezialisierte, ehe sie 1994 eine Stellung als Mitarbeiterin im Justizkomitee des Senats erhielt, nachdem die Republikanische Partei im selben Jahr die Kontrolle über den Kongress übernommen hatte. Als Spezialistin für die Sachgebiete Kriminalität und Immigrationsrecht arbeitete sie in dieser Funktion dem damaligen Senator für Michigan, Spencer Abraham, zu.
Einer breiteren Öffentlichkeit wurde Coulter 1996 im Zusammenhang mit dem Fall Paula Jones bekannt, in dem sie als eine Beraterin von Jones in deren Auseinandersetzung mit Präsident Bill Clinton wegen sexueller Belästigung auftrat.
Coulters politische Kolumne wird gegenwärtig von den konservativen Webseiten Human Events Online, World Net Daily, Townhall.com und Front Page Mag, den rechtsextremen Webseiten VDARE und American Renaissance, sowie ihrer eigenen Homepage veröffentlicht.
Coulter ist seit vielen Jahren ein bekennender Fan der Grateful Dead.

## Mediale Präsenz

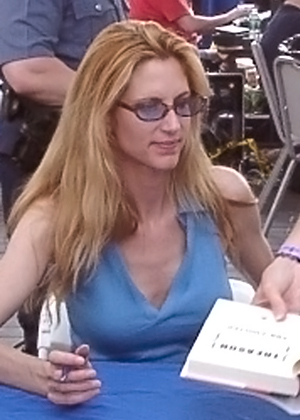
Ann Coulter (2003)

Einer breiteren Öffentlichkeit wurde Coulter erstmals 1996 bekannt, als sie für den Fernsehsender MSNBC als Justizkorrespondentin über Rechtsthemen berichtete. Seither tritt sie regelmäßig als Vertreterin rechter Positionen im politischen Meinungsspektrum in Fernseh- und Radiotalksendungen auf. Zu den Sendungen, in denen sie besonders häufig zu Gast ist oder war, zählen The Today Show, Hannity & Colmes, The O’Reilly Factor, American Morning, Crossfire, Real Time with Bill Maher, Politically Incorrect, The Fifth Estate, Hannity, The Rush Limbaugh Show und Mike Gallagher. Nach den Terroranschlägen am 11. September 2001 wandte sie sich in ihrer Kolumne in der National Review gegen genauere forensische Untersuchungen: 

„Wir brauchen keine langen Ermittlungen zu den gerichtsfesten Beweisen, um mit wissenschaftlicher Exaktheit die Person oder die Personen festzustellen, die diesen spezifischen Angriff befahlen […] Wir sollten in ihre Länder einmarschieren, ihre Anführer töten und sie zum Christentum bekehren.“

Der Chefredakteur der Zeitschrift bedauerte kurz darauf die Veröffentlichung dieses Textes und stellte Coulters Kolumne ein.
2005 fungierte Coulter als Jurorin in der Rankingshow The Greatest American. Darüber hinaus ist sie Kolumnistin beim rechtspopulistischen Internetportal Breitbart.
In der Dokumentation FahrenHYPE 911 versuchte sie als eine von vielen prominenten Konservativen die Behauptungen von Michael Moores Film Fahrenheit 9/11 zu widerlegen. In Is It True What They Say About Ann? befasste sie sich mit der Kritik an ihrer Person.
Als Buchautorin hat Coulter bislang elf Werke vorgelegt, die alle hohe Plätze auf der Bestsellerliste der New York Times erreichten. Während ihr erstes Buch von 1998 Argumente zugunsten einer Amtsenthebung von Präsident Clinton vortrug, wandte sich ihr zweites Buch 2002 gegen die ihrer Meinung nach unfaire Berichterstattung der Medien gegenüber George W. Bush. Ihr viertes Buch fasste Zeitungskolumnen zusammen, während ihr fünftes Buch sich mit der angeblichen Gottlosigkeit und Gottesfeindlichkeit der „liberals“ befasst.

## Bewertung und Kritik
In den USA ist Coulter aufgrund scharfer Polemiken gegen die Demokratische Partei und die politische Linke sehr umstritten. Ihre meist provokant formulierten rhetorischen Angriffe auf die Demokraten und die „liberalen Medien“ („liberal media“) haben ihr unter der politischen Rechten seit den späten 1990er Jahren eine begrenzte Bekanntheit verschafft. Die britische Wochenzeitung The Observer versuchte Coulters eigenwillige Popularität auf den Punkt zu bringen, indem sie sie als „republikanische Variante von Michael Moore“ („the Republican Michael Moore“) und als „Rush Limbaugh im Minirock“ charakterisierte.
Den Anhängern der Demokraten und den tatsächlichen oder vermeintlichen Linken gilt Coulter umgekehrt als Reizfigur: Keith Olbermann, Nachrichtenmoderator und -kommentator des Senders MSNBC, benutzt seit einigen Jahren routinemäßig den verballhornenden Spitznamen „Coultergeist“ (ein Mischwort aus Coulters Namen und dem auch im Englischen gebräuchlichen Wort Poltergeist), wenn er über Coulter spricht. Der Komiker Richard Belzer brachte die ihr von vielen Linken entgegengebrachte heftige Abneigung in einer Ausgabe der Sendung Real Time – einer von HBO ausgestrahlten humoristischen Politsendung – zum Ausdruck, als er auf die Ankündigung von Moderator Bill Maher, Coulter für ein Interview live ins Studio zu schalten, den Vorwurf erhob, diese sei eine „Faschistin“ („fascist“). Außerdem konnte er nur mit Mühe von Maher daran gehindert werden, das Studio zu verlassen. Maher selbst, obwohl privat mit ihr eng befreundet, ist ebenfalls ein deutlicher Kritiker Coulters.
Als Beispiel für Coulters Kritikstil kann eine Rede von 2007 vor der Conservative Political Action Conference herhalten, in der sie ihre Ablehnung des Präsidentschaftskandidaten John Edwards damit begründete, dass dieser eine „Schwuchtel“ („faggot“) sei. Edwards charakterisierte sie wegen dieses und anderer Angriffe als „she-devil“ und hielt ihr vor, sich einer Sprache des Hasses zu bedienen.

## Politische Tätigkeit
1999 erwog Coulter eine Kandidatur für den Kongress als Kandidatin der Libertären Partei im vierten Wahlbezirk von Connecticut. Ihr Ziel war es, so die Wiederwahl des republikanischen Mandatsinhabers Christopher Shays zu verhindern, dem sie wichtige Stimmen aus dem konservativen Stimmenpool abzweigen wollte, um so dem demokratischen Gegenkandidaten zum Mandat zu verhelfen. Shays sollte so für seine, aus Coulters Sicht, „unerhörte“ Weigerung abgestraft werden, für die Amtsenthebung von Bill Clinton zu stimmen. Nachdem die Führer der Libertären sich weigerten, sie zu unterstützen, zerschlug sich dieses Projekt schließlich.
Bei Präsidentschaftswahlen unterstützt Coulter üblicherweise die Kandidaten der Republikaner. Für die Nominierung zum republikanischen Kandidaten für die Wahl im November 2008 unterstützte sie zunächst den Kongressabgeordneten Duncan Hunter und, nach dessen Ausscheiden, den ehemaligen Gouverneur von Massachusetts Mitt Romney. John McCain, der die Nominierung schließlich erhielt, lehnte Coulter als angeblich „liberal“ ab. So kündigte sie während des Vorwahlkampfes an, eher für Hillary Clinton als für McCain zu stimmen, sollte er die Nominierung erhalten. Den Kandidaten Mike Huckabee tat sie als einen „republikanischen Jimmy Carter“ ab.
Auf Seite der demokratischen Spitzenpolitiker ist Coulter insbesondere wegen ihrer wiederholten Angriffe auf den ehemaligen Senator John Edwards aufgefallen, den sie sowohl im Vorfeld der Wahlen von 2004 als auch 2007 und 2008 wiederholt heftig kritisierte. Im Wahlkampf zur US-Präsidentschaftswahl 2016 stellte sie sich auf die Seite des Bewerbers Donald Trump und veröffentlichte das Sachbuch In Trump We Trust, wobei der Titel auf das Motto In God we trust anspielt.
Bereits am 19. Juni 2015 sagte sie in einer Fernsehdiskussion der Sendung Real Time unter Gelächter des Publikums und des Moderators Bill Maher voraus, dass Donald Trump von allen damals bekannten republikanischen Bewerbern die besten Chancen haben würde, den Sieg bei den Präsidentschaftswahlen davon zu tragen. Sie war damals auch der Meinung, dass Bernie Sanders die besten Chancen haben würde, ihn zu schlagen. Sanders war anschließend zur allgemeinen Überraschung der Kandidat, der am längsten im Rennen um die Kandidatennominierung der Demokratischen Partei mit Hillary Clinton blieb.

## Positionen
- In ihrem Werk Godless: The Church of Liberalism bekennt sie sich zu dem kreationistischen Konzept des Intelligent Design und lehnt daher die Evolutionstheorie ab.[5]
- Ann Coulter beschuldigte vier Witwen von Opfern des 11. September, die politische Aktivistinnen geworden sind, nur auf Geld und Öffentlichkeit aus zu sein, und nannte sie in diesem Zusammenhang „Hexen“ und „selbst-besessen“. Man könne auch nicht wissen, ob die Ehemänner sich von ihnen nicht hätten scheiden lassen und sie sollten sich beeilen und zum Playboy-Magazin gehen.[6]
- Coulter liegt im Streit mit der liberalen New York Times und bedauerte einmal, dass der Oklahoma-City-Attentäter Timothy McVeigh nicht zum New-York-Times-Gebäude gegangen sei.
- Im März 2011 erklärte sie nach der Reaktorkatastrophe in Fukushima in einem Interview, dass sich radioaktive Strahlung laut einiger Studien angeblich positiv auf die Gesundheit auswirke und daher unbedenklich sei.[7]
- Im Juni 2014, während der Fußball-Weltmeisterschaft 2014, in welcher die USA das Achtelfinale erreichten, beschwerte sich Coulter über die zunehmende Beliebtheit des Fußballs in ihrem Heimatland und bezeichnete dies als „Zeichen für den moralischen Verfall“ innerhalb der Gesellschaft und dass „niemand, dessen Urgroßvater in Amerika geboren wurde, Fußball gucken“ würde.[8] In den folgenden Tagen entstand weite Kritik gegen Coulters Aussagen, sowohl von US-amerikanischen Medienanstalten – die Huffington Post reagierte mit dem Kommentar, dass „Ann Coulter uns daran erinnert, dass nur Vollidioten Fußball ohne jeden Grund hassen“ könnten – als auch von Nutzern sozialer Netzwerke wie Facebook oder Twitter.[9]
- 2017 äußerte sie in Bezug auf den Hurrikan Harvey, der schwere Schäden in Texas anrichtete, sie glaube zwar nicht, dass der Hurrikan „Gottes Strafe dafür sei, dass Houston eine lesbische Bürgermeisterin gewählt“ habe. Diese Erklärung sei aber immer noch plausibler als der Klimawandel.[10]
- Im Juni 2018 nannte sie bei Fox News verängstigte Kinder von illegalen Einwanderern, die infolge von Präsident Trumps Null-Toleranz-Politik per Zwang von ihren Eltern getrennt wurden, „Kinderdarsteller“. Anschließend wandte sie sich direkt an Trump und forderte ihn dazu auf, nicht auf dieses „Weinen und Heulen hereinzufallen, das auf allen Sendern 24 Stunden, 7 Tage die Woche“ laufe. Sie würde „sehr nervös“ werden, wenn sie daran denke, dass der Präsident diese Bilder im TV sehe.[11]

## Schriften
- High Crimes and Misdemeanors. The Case Against Bill Clinton, 1998.
- Slander. Liberal Lies About the American Right, 2002.
- Treason. Liberal Treachery from the Cold War to the War on Terrorism, 2003.
- How to Talk to a Liberal (If You Must), 2004.
- Godless. The Church of Liberalism, 2006.
- If Democrats Had Any Brains, They’d Be Republicans, 2007.
- Guilty. Liberal „Victims“ and Their Assault on America, 2009.
- Demonic. How the Liberal Mob is endangering America, 2011.
- Mugged: Racial Demagoguery from the Seventies to Obama, 2012.
- Never Trust a Liberal Over Three – Especially a Republican, 2013.
- Adios, America. The Left's Plan to Turn Our Country into a Third World Hellhole, 2015.
- In Trump We Trust: E Pluribus Awesome!, 2016, ISBN 978-0-7352-1446-0